# Meus Prêmios Nick 2007
El Meus Premios Nick 2007 fue la octava edición del premio.

## Ganadores

### Dibujos animados favoritos
- Tres espías

### Videojuego favorito
- Sims

### Nacional Videoclip favorito
- Berimbau metalizado-Ivete Sangalo

### Atleta favorito
- Tiago Pereira

### Caliente año
- Iris Stefanelli

### Gato del año
- Gustavo León

### Actriz favorita
- Taís Araújo

### Actor favorito
- Lázaro Ramos

### Banda favorita
- Babado Novo

### Cantante del año
- Di Ferrero

### Año cantante
- Claudia Leitte

### Canción del año
- Razones y emociones-NX Zero

### Novato del año
- Joana Mocarzel

### Artista favorito internacional
- Fergie

### Premio especial: Pro Social
- Wanessa Camargo

### Carrera
- Maurício de Sousa

## Sucesiones
| Predecesor: Meus Prêmios Nick 2006 | Meus Premios Nick 2000 | Sucesor: Meus Prêmios Nick 2008 |